# Oeiras do Pará
Oeiras do Pará est une municipalité brésilienne située dans l'État du Pará.